# Ciro Alessandro Sacco
Ciro Alessandro Sacco (Torino, 10 maggio 1968) è un opinionista e saggista italiano, esperto del settore dei giochi di ruolo in Italia.

## Biografia
Nel 1990 (insieme a Danilo Moretti, Dante Bianchi, Pierandrea Saraco, Eric Di Donfrancesco e Giancarlo Dell'Aquila) ha trasformato la rivista amatoriale Rune nella prima rivista italiana di giochi di ruolo a uscire in edicola. Nel 1991, causa disaccordi con l'editore, ha abbandonato la testata e si è unito alla redazione della rivista The Unicorn. Quando quest'ultima ha cessato la pubblicazione, è diventato in pianta stabile collaboratore e poi redattore di Kaos, per molti anni la rivista italiana di riferimento del settore ludico. Quando l'editore, la Nexus Editrice, ha deciso di chiudere la testata facendola diventare il sito web Kaos On Line, è diventato collaboratore di quest'ultimo, in particolare per fumetti e giochi da tavolo fino al 2007. Ha curato la traduzione di Over The Edge (rimasta inedita), di Shadowrun (insieme a Elena Pancino), e di parte del manuale di A Game of Thrones (destinato a non uscire mai dopo il fallimento della Guardian of Order, la casa editrice originale). Ha lavorato come supervisore a Legione e ha effettuato insieme a Dante Bianchi la rilettura del testo di Super, altro gioco di ruolo dedicato ai supereroi.
Ha fatto per molti anni parte della giuria del premio Best of Show assegnato durante ogni edizione della manifestazione Lucca Comics & Games. Si è dimesso nel 2004. Sempre nel 2004 ha curato, con la collaborazione di Gianmatteo Tonci, la mostra celebrativa dei trent'anni di Dungeons & Dragons nel corso di Lucca Comics & Games. Nel 2011 ha invece organizzato insieme ad Andrea D'Urso la mostra per i trent'anni del gioco di ruolo Il Richiamo di Cthulhu nel corso di Lucca Comics & Games di quell'anno.
Attualmente opera a Brescia, e ha ripreso a dirigere, insieme a Daniele Prisco, DM Magazine, una rivista elettronica gratuita (in formato pdf) dedicata al retrogaming non elettronico, dopo la pausa che durava dalla fine del 2006 a causa dell'abbandono per motivi di lavoro del precedente condirettore. Ha collaborato regolarmente a Kaos On Line, sito web erede della rivista cartacea Kaos, e occasionalmente alla rivista Game Master Magazine. Al momento concentra il suo impegno nel campo del giornalismo ludico curando il sito Infoludiche.org e il blog Dungeon Master Magazine.
A fine 2007 è stato scelto come giurato del GdR Italia Contest, competizione destinata agli autori di giochi di ruolo inediti.
Da inizio 2011 è entrato a fare parte dell'etichetta editoriale Inspired Device.
Dal 2018 è corrispondente dall'Italia e collaboratore della rivista francese Casus Belli e responsabile della rubrica sul gioco da tavolo del quotidiano Bresciaoggi.
Dal 2023 è cofondatore e condirettore della rivista cartacea di giochi di ruolo da tavolo RoleZine, insieme a Danilo Moretti, edita da Inspired Device.

## Opere
- Kabal - Le Tenebre Sono Tra Noi, edizioni Rune, con Dante Bianchi ed Eric Didonfrancesco (1988)
- L'Albero del Caos, Master Collana di Pubblicazioni Fantasy (1992)
- Il Demonista, Master Collana di Pubblicazioni Fantasy (1992)
- I Mille Volti della Fantasia, con Danilo Moretti, Beholder Company (1994)
- Mondi Eroici - Guida Collezionistica al Gioco di Ruolo I edizione, Autoprodotto (2007)
- Mondi Eroici - Guida Collezionistica al Gioco di Ruolo II edizione, Inspired Device (2008)
- Mondi Eroici - Guida Collezionistica al Gioco di Ruolo III edizione, Wild Boar Edizioni (2009)
- Mondi Eroici - Guida Collezionistica al Gioco di Ruolo IV edizione; Wild Boar Edizioni (2010)
- Hunters of Dragons - Original Dungeons & Dragons Collecting Guide; Wild Boar Edizioni (2010)